# Écologie libertaire

Le drapeau vert et noir de l'écologie libertaire.

L'écologie libertaire est un courant politique né, sous sa forme actuelle, dans les années 1970. Il se situe au croisement de l'anarchisme et de l'écologisme. Un des éléments constitutifs de ce croisement est « le développement de la question nucléaire, qui a joué un grand rôle en amalgamant dans le même combat milieux libertaires post-soixante-huitards, scientifiques et défenseurs de la nature. »
L'écologie libertaire s'appuie sur les travaux théoriques des géographes Élisée Reclus et Pierre Kropotkine. Elle critique l'autorité, la hiérarchie et la domination de l'humain sur la nature. Elle propose l'auto-organisation, l'autogestion des collectivités et le mutualisme. Ce courant est proche de l'écologie sociale élaborée par l'Américain Murray Bookchin, mais aussi du mouvement biorégionaliste fondé aux États-Unis.
Très critique envers la technologie, elle défend l'idée que le mouvement libertaire doit, s'il veut évoluer, rejeter l'anthropocentrisme : pour les écologistes libertaires, l'être humain doit renoncer à dominer la nature.

## Histoire

### Précurseurs
Le taoïsme constitue, pour certains, le plus vieil ancêtre connu à la fois de la critique de la civilisation et de l’apologie de l’anarchisme. 
Dans les années 1890, les libertaires naturiens sont les précurseurs du mouvement radical de la désertion industrielle et du retour à la nature,. Au début du XXe siècle, les militants libertaires associaient souvent leur combat à un mode de vie plus sain, loin des méfaits de la civilisation industrielle. 
Élisée Reclus et sa géographie anarchiste, a joué un grand rôle pour « prendre définitivement conscience de notre humanité solidaire, faisant corps avec la planète elle-même, embraser du regard nos origines, notre présent, notre but rapproché, notre idéal lointain  ». 
Des auteurs radicaux comme Henry David Thoreau, Pierre Kropotkine, Lewis Mumford, Jacques Ellul, Ivan Illich, Cornelius Castoriadis, Alexandre Grothendieck, Françoise d'Eaubonne, André Gorz, ou Murray Bookchin ont contribué à cette pensée politique. Ils et elles ont compris très tôt, les limites de la planète et du monde vivant ainsi que la nécessité de sortir de la domination sur la nature.

## Pensée
Les écologistes libertaires rejettent le principe anthropocentrique selon lequel l'humanité doit être considérée comme supérieure au reste de la nature. Ils affirment au contraire que l'organisation sociale doit se faire en harmonie avec les forces naturelles et non contre elles. La coopération avec le monde naturel, la pédagogie et l'entraide sont les moteurs sociaux de l'écologie libertaire. 
Celle-ci considère que les communautés à taille humaine proche localement sont un environnement plus propice à l'autogestion que les grands centres urbains centralisés de la société industrielle. La forme d'organisation politique associée est principalement la fédération de communes libres, d'éco-communautés ou de fédérations de biorégion dans lesquelles communautés humaines et non-humaines chercheraient l'équilibre.
L'écologie libertaire se situe au croisement des courants suivants : l'éducation libertaire, l'anarcho-primitivisme, la décroissance, l'« écologie radicale », le féminisme libertaire (et plus particulièrement l'écoféminisme), la liberté sexuelle, la démocratie directe, le biorégionalisme, le communalisme, la non-violence libertaire, le vegananarchisme, la technocritique et la communauté libertaire.

Le mouvement français des ZAD (zone à défendre) a contribué à expérimenter d'autres rapports non-autoritaires entre les humains mais aussi avec les animaux, végétaux, minéraux, paysages... Dans la lignée de « l'homme est la nature prenant conscience d'elle-même » de Reclus, l'idée que l'humanité et la nature ne soient pas séparés a inspiré le slogan zadiste : 

« Nous ne défendons pas la nature, nous sommes la nature qui se défend. »

Murray Bookchin conçoit cela comme une première nature dans laquelle naîtrait une seconde nature « consciente » selon un processus d'évolution naturelle.

#### Roman
- Daniel Quinn, Ishmael, 1992 (réédition française de 2018 aux éditions Libre)

### Radio
- Jean Lebrun, Gaetano Manfredonia,  « Les anarchistes et l'écologie », La marche de l'histoire, France Inter, 16 février 2015
- Mathieu Vidard, André Gorz, une écologie libertaire et émancipatrice, France inter, La Tête au carré, 28 mai 2025, écouter en ligne.